# Oropouche (Siparia)
Oropouche es una localidad de Trinidad y Tobago, que forma parte de la región de Siparia.

## Geografía
La localidad abarca parte de la isla Trinidad y limita al norte y este con La Romaine (localidad perteneciente a la región de Penal-Debe), al sur con St. Mary's Village y St. John y al oeste con Dow Village y Harris Village.

## Demografía
Datos demográficos de la localidad de Oropouche:
| Gráfica de evolución demográfica de Oropouche entre 2000 y 2011 |
|                                                                 |